# Mansfield (Washington)
Mansfield es un pueblo ubicado en el condado de Douglas en el estado estadounidense de Washington. En el año 2000 tenía una población de 319 habitantes y una densidad poblacional de 396,4 personas por km².

## Geografía
Mansfield se encuentra ubicada en las coordenadas 47°48′47″N 119°38′24″O / 47.81306, -119.64000.

## Demografía
Según la Oficina del Censo en 2000 los ingresos medios por hogar en la localidad eran de $28.750, y los ingresos medios por familia eran $42.500. Los hombres tenían unos ingresos medios de $38.125 frente a los $21.667 para las mujeres. La renta per cápita para la localidad era de $17.368. Alrededor del 17,1% de la población estaban por debajo del umbral de pobreza.